# Hypodontolaimus angelae
Hypodontolaimus angelae is een rondwormensoort uit de familie van de Chromadoridae. De wetenschappelijke naam van de soort is voor het eerst geldig gepubliceerd in 1961 door Inglis.